# Henri Heyman

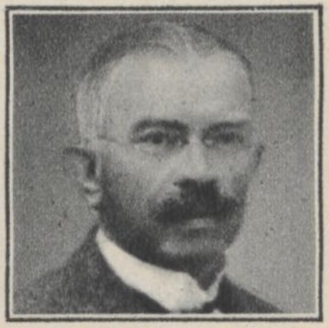
H.C.J. Heyman

Henri Heyman, född 22 maj 1879, död 4 april 1958, var en belgisk politiker.
Heyman var från 1919 ledamot av representantkammaren, ledare för de flamländskt-katolska kristliga demokraterna, arbets-, industri- och socialminister från 1926,l samt var verksam som socialpolitisk reformator och författare.